# Мирабель
Мирабель — группа сортов сливы домашней.
Это маленькая круглая слива золотистого цвета. Со стороны, обращенной к солнцу, она может быть окрашена в темно-красный цвет.

## Описание плода
Мирабель имеет округлые или овальные плоды до 20 мм в диаметре. Кожица плода плотная, прочная, золотисто-жёлтого цвета; сторона, обращённая к солнцу, может иметь легкий красноватый оттенок. Мякоть мирабели может иметь сладкий, кисло-сладкий или кислый (зависит от сорта) вкус, приятный аромат. Внутри плода находится косточка, которая легко отделяется от мякоти.

## Распространение
Сорт выведен в Малой Азии, в настоящее время выращивается в Северной Африке, Южной Европе, Германии, Франции и Украине (Одесская область). Большая часть мирабели производится в Лотарингии (ок. 15 000 тонн ежегодно), где идеальный климат и состав почвы для выращивания данного сорта. Здесь произрастают два основных сорта мирабель: Нанси и Мец. Сорт Нанси больше пригоден для свежего употребления. Сорт Мец меньше по размеру, менее твёрдый и менее сладкий, и на коже нет маленьких красных пятен. Данный сорт идеально подходит для изготовления варенья.

## Сорта
На сегодня существует множество сортов и разновидностей сливы мирабель. Наиболее распространенными считаются:
- «Желтая»;
- «Большая»;
- «Малая»;
- «Бона»;
- «Сентябрьская»;
- «Нанси»[1].

## Применение
Плоды употребляются в пищу в сыром виде, а также годятся для приготовления джемов, пирогов и алкогольных напитков.

## Галерея

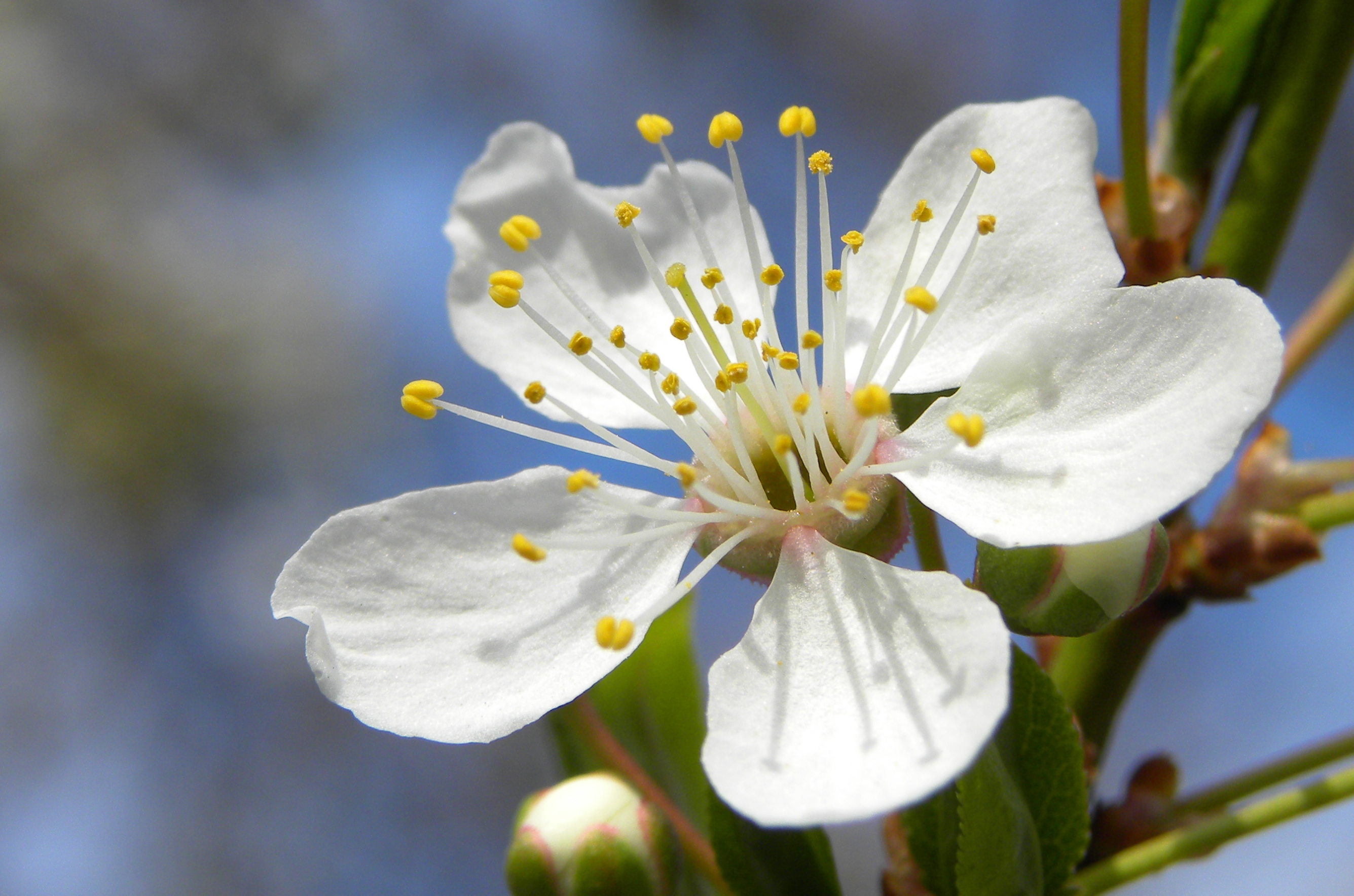
Цветущая мирабель в Чехии
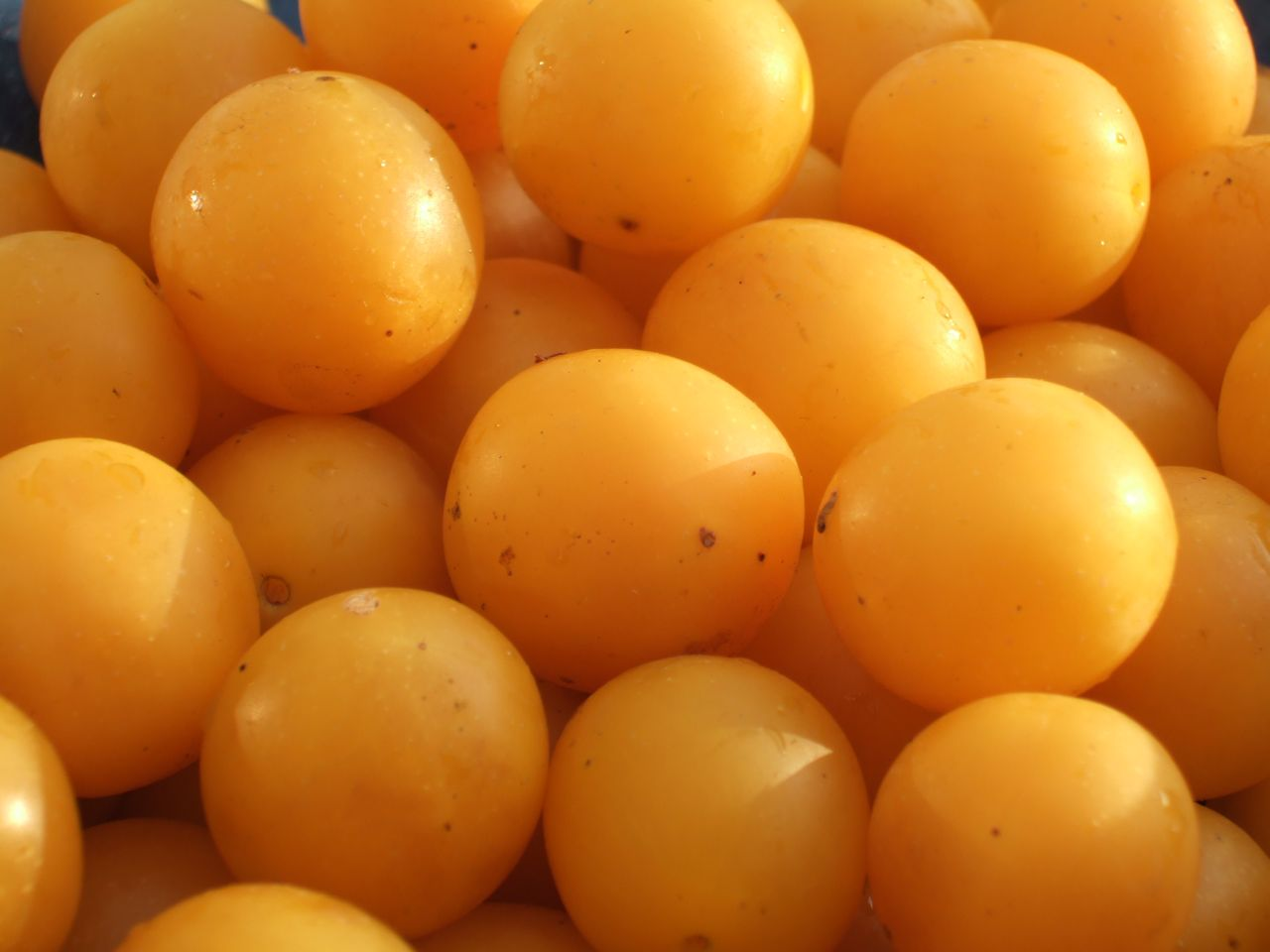
Плоды
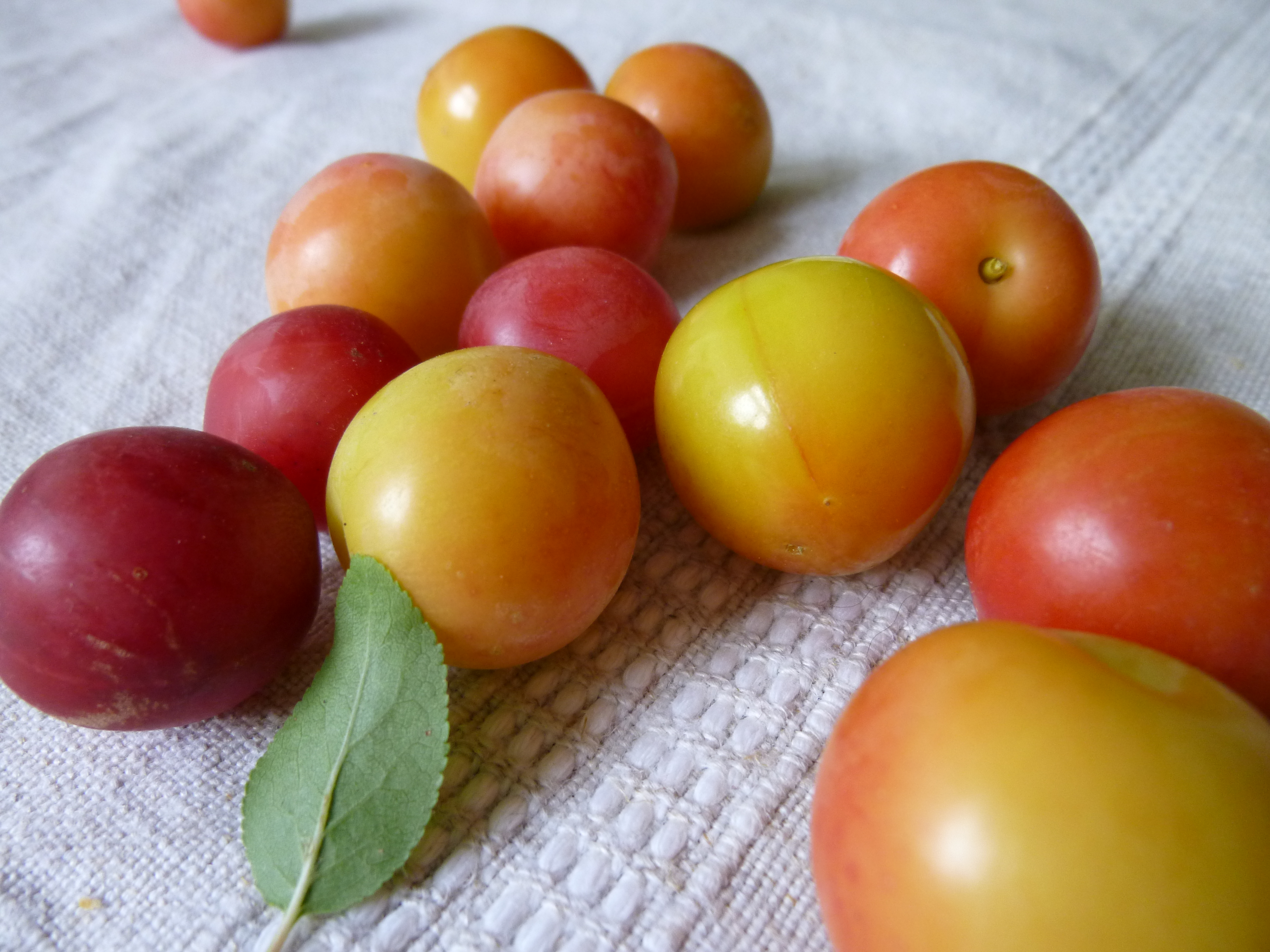
Плоды
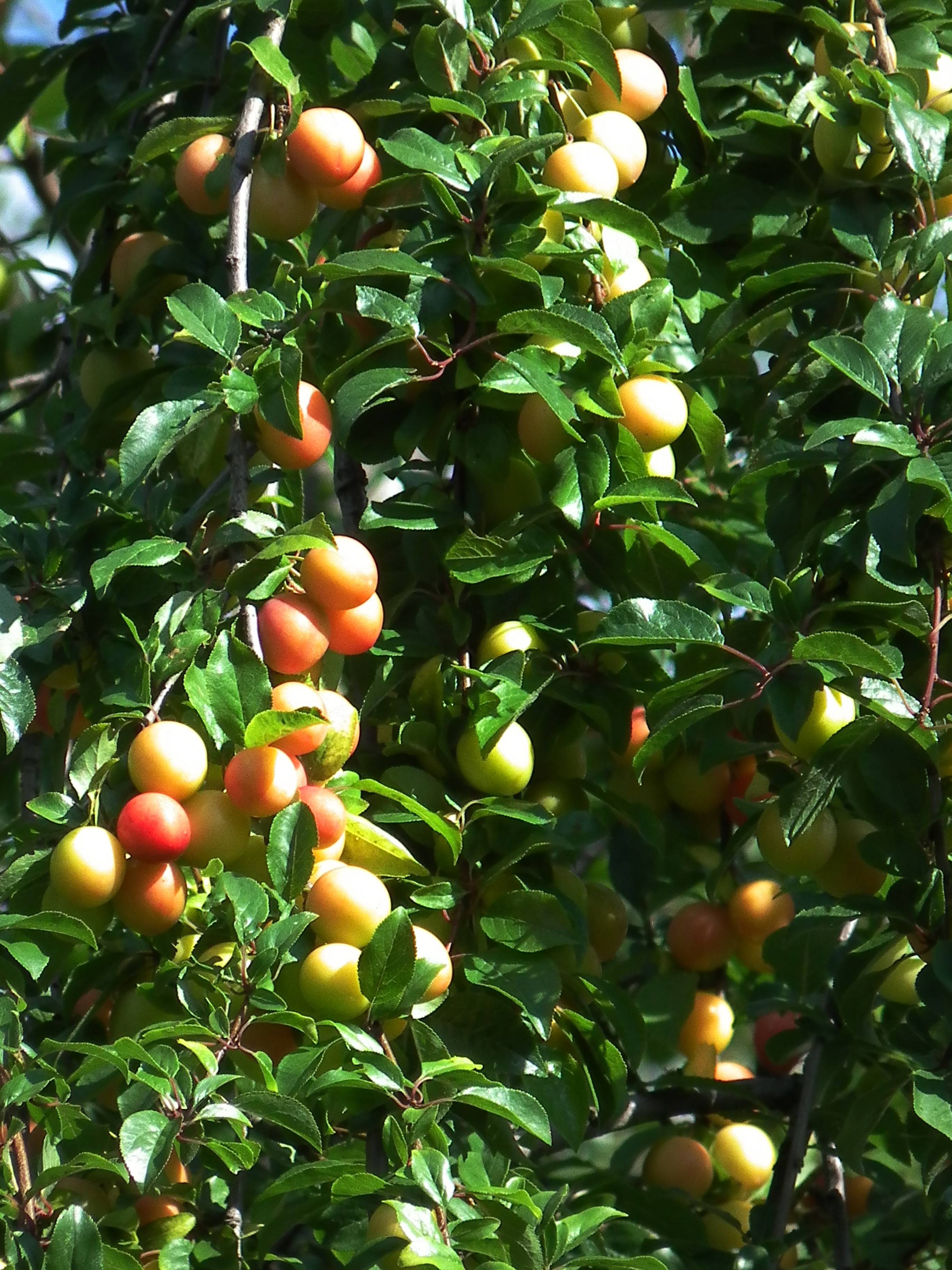
Плоды на дереве
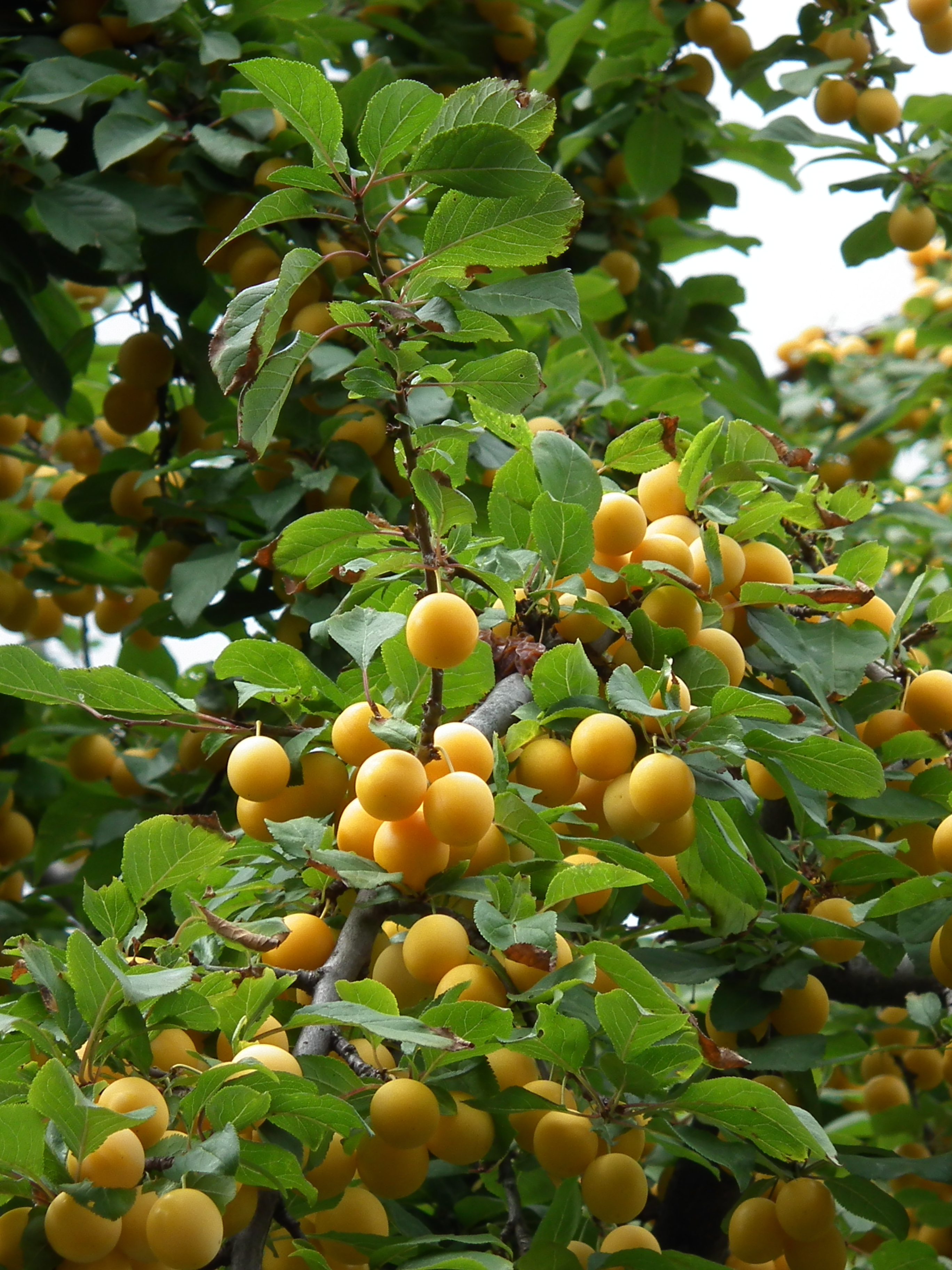
Плоды на дереве
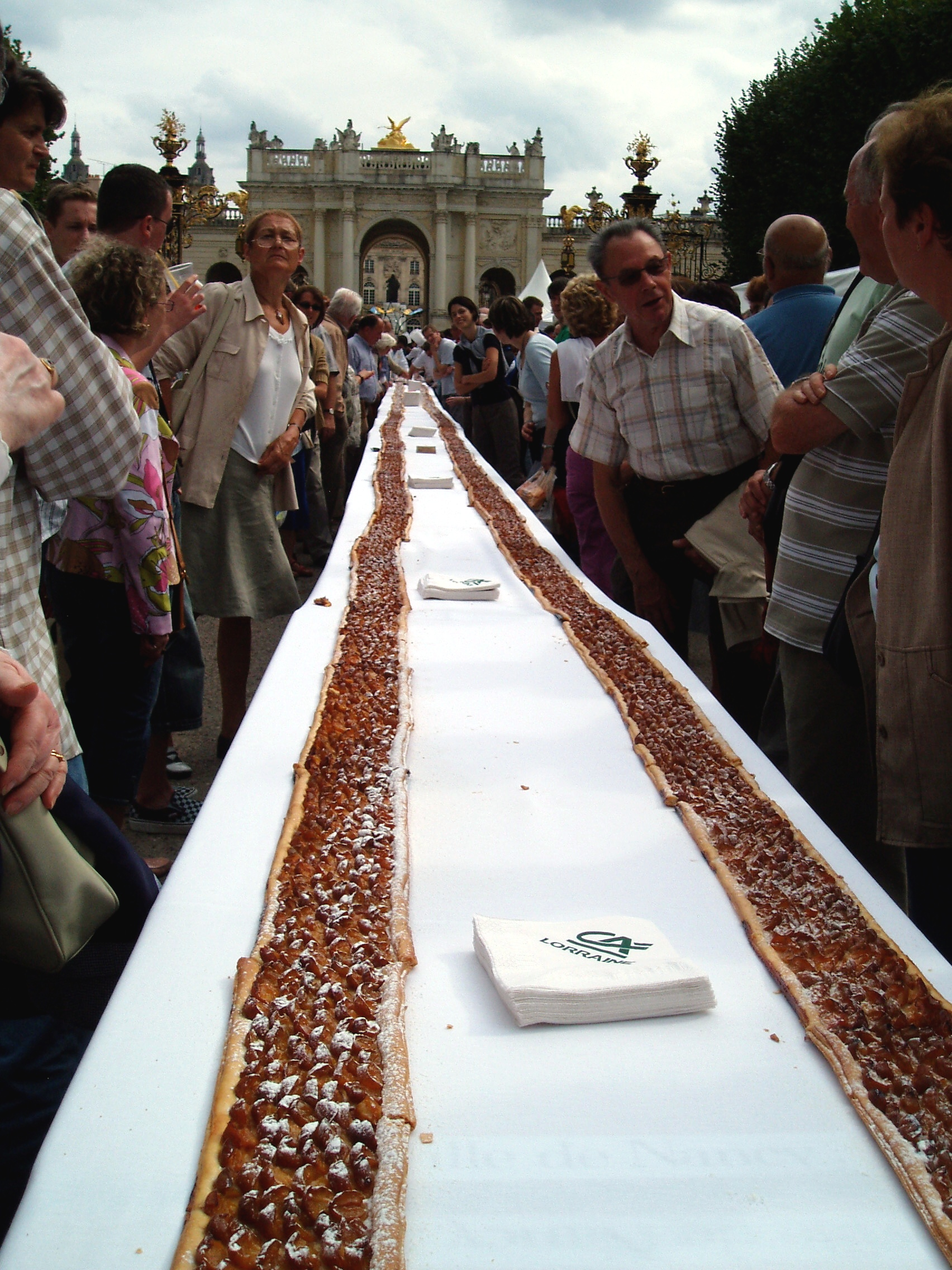
Самый длинный тарт с мирабелями в мире

## Фестиваль Мирабель
В конце 19 века в Лотарингии, в связи с кризисом и упадком виноградарства, увеличилось производство слив, в том числе для получения спирта путём перегонки. Это привело к замене вина из винограда, на вино из слив. Почти 70 лет праздник, посвящённый сливе мирабель отмечается в большинстве деревень Сентуа и на побережьях Мааса и Мозеля. Большинство праздников приходится на конец августа:
- в Байоне, к югу от Нанси, фестиваль сливы Мирабель проводится с 1936 года, когда была избрана мисс Мирабель;
- в Меце с 1947 года проходят Праздник Мирабель и выборы Королевы Мирабель;
- в Нанси, с 1945 года, в районе Труа-Мезон, также проводится фестиваль мирабель.